# Sonja Roman
Pour les articles homonymes, voir Roman.
Sonja Roman, née le 11 mars 1979 à Hodoš, est une athlète slovène.

## Carrière
Elle est éliminée en séries du 1 500 mètres féminin aux Jeux olympiques d'été de 2008 à Pékin et en demi-finales du 1 500 mètres féminin aux championnats du monde d'athlétisme 2009 à Berlin.
Elle est médaillée d'argent du 1 500 mètres aux Championnats d'Europe d'athlétisme en salle 2009 à Turin.
Elle est éliminée en séries du 1 500 mètres féminin aux Jeux olympiques d'été de 2012 à Londres et en demi-finales du 1 500 mètres féminin aux championnats du monde d'athlétisme 2013.
Elle est médaillée de bronze du 5 000 mètres aux Championnats des Balkans d'athlétisme 2014 puis dixième du 1 500 mètres des Championnats d'Europe d'athlétisme en salle 2015 à Prague.